# Інгібітор всмоктування холестерину
Інгібітори всмоктування холестерину - це клас сполук, які перешкоджають поглинанню холестерину з тонкої кишки в кровоносну систему. Більшість із цих молекул є монобактамами, але не виявляють антибіотичної активності. Прикладом є езетиміб (SCH-58235)     Іншим прикладом є Sch-48461 .  "Sch" означає <b>Sch</b>ering-Plough, фармацевтичну компанію де були розроблені ці сполуки. Фітостероли також є інгібіторами всмоктування холестерину.
В’язка розчинна клітковина доступна в харчових продуктах або харчових добавках і може знизити рівень холестерину ЛПНЩ. Існує гіпотеза, що цей ефект відбувається шляхом зв’язування з жовчними кислотами та запобігання їх резорбції.  Псиліум знижує рівень холестерину ЛПНЩ на 0,33 ммоль/л (12,5 мг/дл), а також знижує рівень аполіпопротеїну B, завдяки чому в одному систематичному огляді було зроблено висновок, що він «ефективно покращує звичайні та альтернативні маркери ліпідів, потенційно сповільнюючи процес ризику серцево-судинних захворювань, пов’язаних з атеросклерозом, у тих, хто має або не має гіперхолестеринемії».  Ще одна розчинна клітковина, глюкоманнан з конняку, знижує рівень ЛПНЩ на 10 відсотків. 

## Фізіологія
Є два джерела холестерину у верхніх відділах кишечника: харчовий (з їжею) і жовчний (з жовчю). Харчовий холестерин у формі ліпідних емульсій поєднується з солями жовчних кислот, утворюючи міцели жовчних солей, з яких холестерин може потім поглинатися ентероцитами кишечника.
Після поглинання ентероцитом холестерин знову збирається в кишкові ліпопротеїни, які називаються хіломікронами. Ці хіломікрони секретуються в лімфатичні судини і циркулюють у печінку. Потім ці частинки холестерину виділяються печінкою в кров у вигляді частинок ЛПДНЩ, попередників ЛПНЩ.
Як клас, інгібітори абсорбції холестерину блокують поглинання міцелярного холестерину, тим самим зменшуючи включення ефірів холестерину в хіломікрони. Зменшуючи вміст холестерину в хіломікронах і залишках хіломікронів, інгібітори всмоктування холестерину ефективно зменшують кількість холестерину, який повертається в печінку.
Знижена доставка холестерину в печінку підвищує активність печінкових рецепторів ЛПНЩ і тим самим збільшує поглинання ЛПНЩ з крові. Кінцевим результатом є зменшення кількості циркулюючих частинок ЛПНЩ.

## Значення
Контроль рівня холестерину в місці всмоктування стає все більш популярною стратегією лікування гіперхолестеринемії. Відомо, що інгібітори всмоктування холестерину мають синергічний ефект у поєднанні з класом антигіперліпідемічних препаратів, які називаються статинами, для досягнення загального цільового рівня холестерину в сироватці крові. Для статинорезистентних або чутливих до статинів популяцій, які характеризуються низькими однорічними показниками комплаєнсу (прихільності до режиму лікування), така комбінована терапія виявляється особливо ефективною.

## Дивіться також
- Езетиміб (Зетія) - один з найбільш успішно продаваних препаратів цього класу